# Märkische Seifenindustrie
Die Märkische Seifenindustrie war ein Unternehmen in Witten zur Produktion von Seifen. Nach mehrmaligen Umfirmierungen gehören die heutigen Produktionsstätten zu Evonik und zur IOI Oleo GmbH.

## Geschichte
Die auch mit MSI abgekürzte kleine Seifensiederei diente ab 1905 zur Unterstützung der örtlichen Kirchengemeinde. Clemens Stallmeyer und Arthur Imhausen erwarben die Firma 1912, nachdem ihr Engagement mit der Produktion von Waschmitteln in Gelsenkirchen-Buer (Chemische Fabrik Buer GmbH) wirtschaftlich gescheitert war. Imhausen wurde technischer Leiter der Seifenproduktion, er baute die chemischen Laboratorien und Anlagen aus. Neben der Seifenproduktion wurden immer wieder neue Arbeitsgebiete erschlossen. So produzierte die MSI unter anderem Wasserglas als Stabilisator für natriumperborathaltige Waschmittel und medizinische Präparate auf kolloidaler Basis.
Im Ersten Weltkrieg wurden Grundstoffe für die Sprengstoffproduktion wie Dinitrobenzole oder Hexanitrophenylphosphat hergestellt. Dies verhinderte die Schließung während des Krieges, führte aber auch zur Demontage nach dem Krieg. In den Folgejahren baute die Firme die Seifenproduktion wieder aus. Der Markenname „Warta“ wurde in Deutschland bekannt, der Produktionsstandort deshalb auch Warta-Werke genannt. 1922 wandelte sich die Firma in eine Offene Handelsgesellschaft (OHG) um. Ab 1926 lag der Schwerpunkte der Produktion auf der Fettchemie, um die Rohstoffe für die Seifen selbst in hoher Qualität zu produzieren.

### Deutsche Fettsäure-Werke
In den 1930er Jahren nahm Imhausen, zusammen mit dem Chefchemiker der Märkischen Seifenindustrie, Werner Prosch, die Forschungen von Eugen Schaal auf dem Gebiet der Paraffinoxidation wieder auf. Durch den Einsatz von Mangansalzen gelang ihm die Oxidation von Paraffinen mit Luftsauerstoff zu Fettsäuren. Nachdem er zunächst mit Braunkohlenteeren als Einsatzstoffen experimentierte, nutzte er später auf Anraten von Wilhelm Keppler die bei der Benzinsynthese nach der Fischer-Tropsch-Synthese anfallenden Paraffinfraktionen, sogenanntes Paraffingatsch. Bereits 1937 wurde die großtechnische Produktion in der zusammen mit Henkel gegründeten „Deutschen Fettsäure Werke GmbH“ aufgenommen. In diese Firma wurden auch Patente der I.G. Farbenindustrie AG eingebracht.
Nachdem zunächst ausschließlich Seifen produziert wurden, konnte durch Veresterung gereinigter synthetischer Fettsäuren das erste synthetische Speisefett der Welt entwickelt werden. Die großtechnische Produktion dieses Produkts startete 1941, mit einer Kapazität von monatlich 250 Tonnen. Außerdem wurden Schmieröle für Marine und Luftwaffe sowie Weichmacher für Buna und andere Kunststoffe hergestellt. Der Zweite Weltkrieg war die Antriebsfeder für die Umstellung auf synthetische Speisefette und Schmierstoffe. Imhausen, der eine jüdische Mutter hatte, wurde durch seine Unterstützung der Autarkiepolitik der Nationalsozialisten (Schließung der „deutschen Fettlücke“) zu einem bedeutenden Wirtschaftsführer.

### Nachkriegszeit
Nach dem Krieg wurde die Produktion erneut umgestellt. Dimethylterephthalat (DMT) als wichtiger Grundstoff für Polyester und damit für die Bekleidungsindustrie konnte durch ein neues, nicht mehr Salpeter benötigendes Verfahren hergestellt werden. Auch der Bereich der Fettchemie wurde fortgesetzt. Eigentümer der Imhausen-Chemie wurde 1958 die Dynamit Nobel AG, 1988 ging der dann „Chemische Werke Witten“ genannte Bereich auf die Hüls AG über.

### Verkauf
Der Bereich der Polyestererzeugung ging später in die Evonik-Degussa auf, die Fettchemie mit der Produktion von mehr als 250 Oleochemikalien für Kosmetik, Pharma und Lebensmittel wurde an Condea (RWE)  verkauft, kam dann später zu Sasol. Beide Werke im heutigen „Chemiepark Witten“ arbeiten aufgrund der Stoffströme eng zusammen. Die Grundstoffe stammen inzwischen nicht mehr aus der Verflüssigung der Kohle, sondern aus nachwachsenden Rohstoffen wie Kokos- oder Palmkernöl.
Anfang 2012 wurde bekannt, dass der Werkbereich der Sasol an die Cremer Oleo GmbH & Co. KG verkauft wird, sie gehört zur Peter Cremer Holding.